# سديم سمحاقي

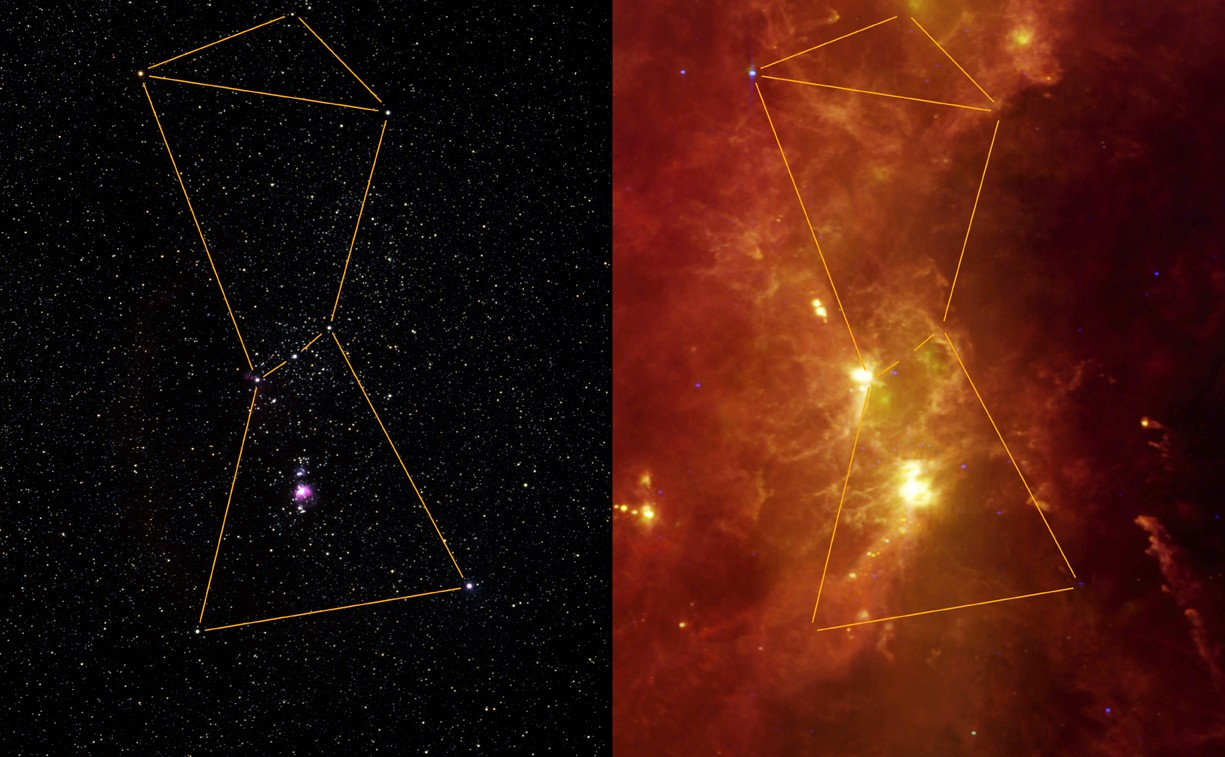

السديم السمحاقي (بالإنجليزية: cirrus Nebula)‏ أو  النتوءات تحت الحمراء (بالإنجليزية: Infrared cirrus)‏. السديم السمحاقي هو عبارة سحب سديمية تتكون من هياكل خصلات خيطية ترصد في ضوء الأشعة تحت الحمراء .سميت بهذا الأسم لأن مظهر هذا النوع من السحب السديمية يشبة سحاب السمحاق.
  كشف عن هذه الهياكل لأول مرة بواسطة المرصد الفضائي فلك الأشعة تحت الحمراء (IRAS) عند أطوال موجية تتراوح بين 60 و 100 ميكرومتر.
رصدت سحب السمحاق السديمية بالأشعة تحت الحمراء في جميع أنحاء السماء تقريبا، ولكن بشكل خاص في خطوط العرض المجرية المرتفعة بعيدا عن كل انبعاث الأشعة تحت الحمراء الأخرى عند مستوى مجرة درب التبانة.ويعتقد أنها بسبب حبيبات غبار كوني بارد من سحب الهيدروجين الذرية المنتشرة تم تسخينها قليلا من الأشعة فوق البنفسجية الصادرة عن النجوم القريبة.

## وصلة خارجية
- The Physics of Infrared Cirrus, C. Darren Dowell, Roger H. Hildebrand, Alex Lazarian, Michael W. Werner, Ellen Zweibel
- PDF Paper